# 허석호
허석호(1973년 8월 20일~)는 대한민국의 골프 선수이다. 1995년에 프로로 전향하여 일본 투어에서 8회 우승했다.